# Sous-préfecture d'Ipiranga
 (août 2022).
La mise en forme du texte ne suit pas les recommandations de Wikipédia : il faut le « wikifier ».
Les points d'amélioration suivants sont les cas les plus fréquents. Le détail des points à revoir est peut-être précisé sur la page de discussion.
- Les titres sont pré-formatés par le logiciel. Ils ne sont ni en capitales, ni en gras.
- Le texte ne doit pas être écrit en capitales (les noms de famille non plus), ni en gras, ni en italique, ni en « petit »…
- Le gras n'est utilisé que pour surligner le titre de l'article dans l'introduction, une seule fois.
- L'italique est rarement utilisé : mots en langue étrangère, titres d'œuvres, noms de bateaux, etc.
- Les citations ne sont pas en italique mais en corps de texte normal. Elles sont entourées par des guillemets français : « et ».
- Les listes à puces sont à éviter, des paragraphes rédigés étant largement préférés. Les tableaux sont à réserver à la présentation de données structurées (résultats, etc.).
- Les appels de note de bas de page (petits chiffres en exposant, introduits par l'outil «  Source ») sont à placer entre la fin de phrase et le point final[comme ça].
- Les liens internes (vers d'autres articles de Wikipédia) sont à choisir avec parcimonie. Créez des liens vers des articles approfondissant le sujet. Les termes génériques sans rapport avec le sujet sont à éviter, ainsi que les répétitions de liens vers un même terme.
- Les liens externes sont à placer uniquement dans une section « Liens externes », à la fin de l'article. Ces liens sont à choisir avec parcimonie suivant les règles définies. Si un lien sert de source à l'article, son insertion dans le texte est à faire par les notes de bas de page.
- La présentation des références doit suivre les conventions bibliographiques. Il est recommandé d'utiliser les modèles {{Ouvrage}}, {{Chapitre}}, {{Article}}, {{Lien web}} et/ou {{Bibliographie}}. Le mode d'édition visuel peut mettre en forme automatiquement les références.
- Insérer une infobox (cadre d'informations à droite) n'est pas obligatoire pour parachever la mise en page.

Pour une aide détaillée, merci de consulter Aide:Wikification.
Si vous pensez que ces points ont été résolus, vous pouvez retirer ce bandeau et améliorer la mise en forme d'un autre article.

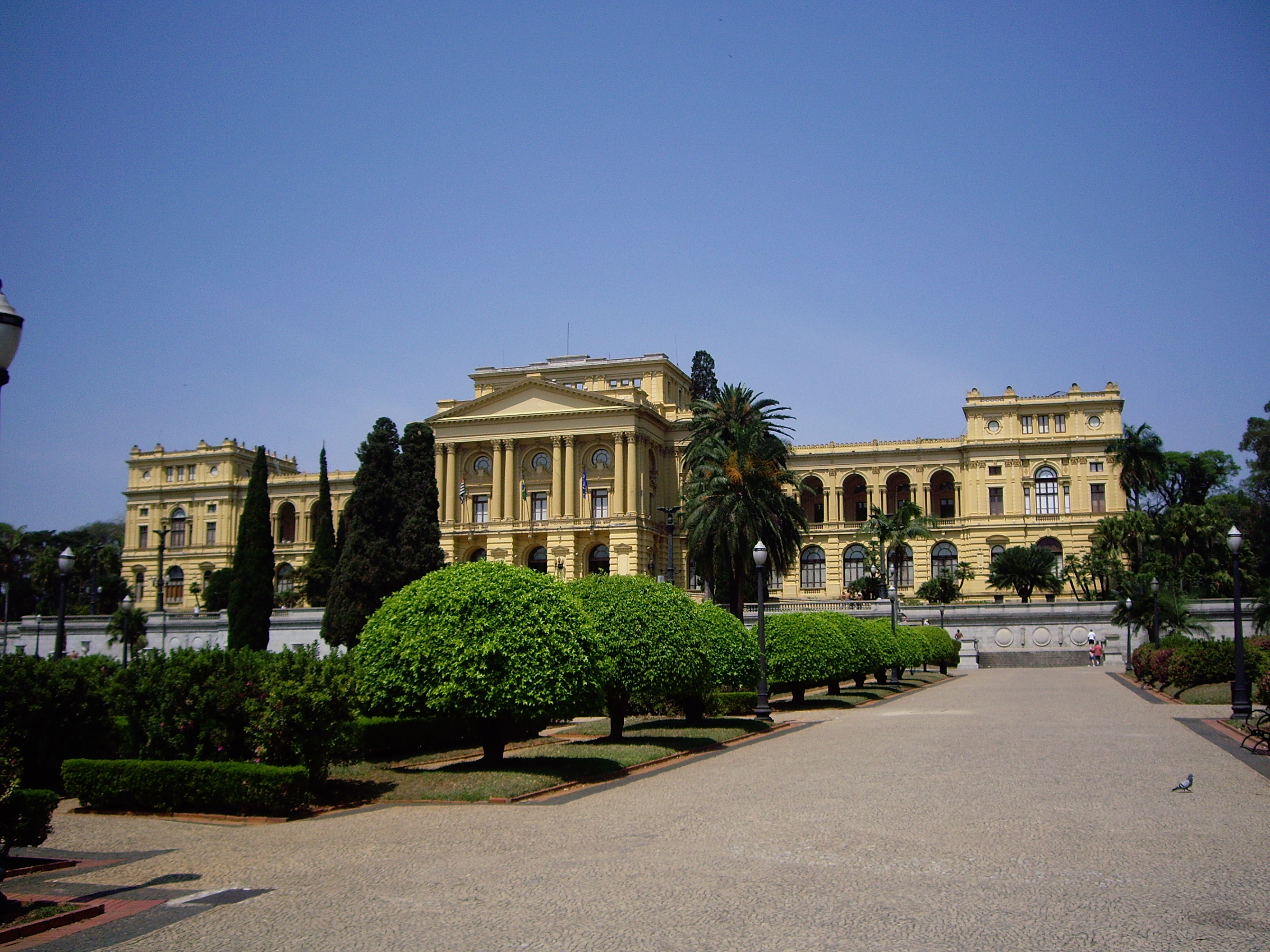
Museu Paulista, construit sur la marge de la rivière Ipiranga à São Paulo au Brésil. Il est inauguré en 1890.

La sous-préfecture d'Ipiranga est l'une des 32 sous-préfectures de la municipalité de São Paulo. Elle est responsable de l'administration de trois districts : Ipiranga, Cursino et Sacomã. Ensemble, ces trois districts totalisent 37,5 km2 qui sont habités par plus de 463 804 personnes, ce qui correspond à une densité de population de 12 368 hab./km2. Cette sous-préfecture est régie par la loi n° 13 999 du 1er août 2002.

## Sous-préfets
- Adinilson José de Almeida (depuis le 18 mars 2021)
- Rosiris de Fátima Rodrigues (7 avril 2020 - 18 mars 2021)
- Caio Luz (7 janvier 2019 - 7 avril 2020)
- Vitor Sampaio (2018 - de mars à septembre)
- Milton Roberto Persoli (2018 - janvier à mars)
- Amandio Martins (2017 - 2018)[3]
- Edna Diva Miani Santos (2015 - 2016)[4]
- Alcides Gaspareto Júnior (2013 - 2015)[5]
- Luiz Henrique Girardi (2013 - 2013)[6]
- Vitória Brasília Lima (2010 - 2012)[7]

## Place des services
| Adresse   | R. Lino Coutinho, 444 - Ipiranga |
| Téléphone | (11)2808-3600                    |
| e-mail    | ipiranga@prefeitura.sp.gov.br    |

## Données démographiques des districts appartenant à la Sous-préfecture d'Ipiranga

### Ipiranga
Superficie : 10,50 km²
Population (2010) : 106 865 habitants.
Densité démographique : 10 178 (habitants/km²)

### Cursino
Superficie : 12,80 km²
Population (2010) : 109 088 habitants.
Densité démographique : 8 523 (habitants/km²)

### Sacomã
Superficie : 14,20 km²
Population (2010) : 247 851 habitants.
Densité démographique : 17 454 (habitants/km²)